# Маккоппи, Стефано
Стефано Маккоппи (итал. Stefano Maccoppi; 21 апреля 1962, Милан, Италия) — итальянский футболист и тренер.

## Карьера
В качестве футболиста выступал на позиции защитника. Провел более 200 матчей в Серии А. Став тренером, он вначале работал с юниорскими и молодежными командами, был помощником Антонио Соды и Фредерика Шассо. Долгие годы Маккоппи возглавлял в различные швейцарские коллективы. Также он руководил командами из других стран. По ходу 2022 года итальянец руководил болгарским клубом элитной Первый лиги «Царско село», придя в нем на смену своему соотечественнику Андреа Сассарини. Затем он во второй раз в своей карьере принял «Беллинцону», которая к тому моменту осела в швейцарской Челлендж-лиге.
В марте 2024 года специалист был назначен на должность главного тренера женской команды «Комо» из Серии А.

## Достижения
- Чемпион Серии B (1): 1994/95.